# Chisséria
Chisséria település Franciaországban, Jura megyében. Lakosainak száma 72 fő (2015). Chisséria Arinthod, Lavans-sur-Valouse, Cézia, Saint-Hymetière, Valfin-sur-Valouse és Vescles községekkel határos.

## Népesség
A település népességének változása:
| Lakosok száma | 88   | 75   | 64   | 75   | 71   | 89   | 86   | 82   | 72   |
|               | 1968 | 1975 | 1982 | 1990 | 1999 | 2006 | 2011 | 2013 | 2015 |